# Egira dolosa
Egira dolosa är en fjärilsart som beskrevs av Augustus Radcliffe Grote 1880. Egira dolosa ingår i släktet Egira och familjen nattflyn. Inga underarter finns listade i Catalogue of Life.